# VTEC-E
VTEC-E（ブイテック・イー、Variable-valve Timing and lift Electronic Control system Economy）は1991年7月に発表された、本田技研工業の4サイクルエンジン用の吸気バルブ休止機構の名称である。同社のVTEC（可変バルブ機構）の派生型の一つである。

## 概要
高回転・高出力と低中回転域のトルクとを両立するために開発されたVTECを、低燃費・低排出ガス化を達成するために開発されたものである。
4バルブの吸気側2バルブのうちの片方を、低回転時にはほとんど開かないように制御することにより、燃焼室内に強力なスワール（混合気の渦流）を作りだして空燃比22（25まで安定燃焼が可能）の希薄燃焼を実現させる。高回転時には吸気側2バルブを両方とも完全にリフトさせ、通常の4バルブエンジンと同様となる。動作機構についてはVTECを参照のこと。
希薄燃焼を安定的に行なうために、前述したスワールに加え燃焼室のスキッシュにより混合気の流れを制御し、燃料噴射タイミングを最適化することにより点火プラグ近傍に可燃混合気を層状分布させている。着火性を向上させるために、燃焼室内に点火プラグを突き出させ、火炎伝播の速度向上を図っている。さらに、従来 空燃比の計測に使用していたO2センサーをLAF(Linear Air Fuel Ratio)センサーに変更し、より正確な空燃比制御を行なえるようにした。
5代目シビック（EG型 ETi MT車）で初めて採用され、6代目シビック（EK型）からは3ステージVTECに転用されている。また圧縮比を12.5に高めたNGV専用VTEC-Eも製造された。
VTEC-E開発時のプロジェクトリーダーは本田技術研究所・和光研究所の宮野英世。
VTEC-Eを冠するエンジンは現在生産されていないが、類似した機構を備える物はなおも生産されている。2001年に登場した初代フィットのL15A型および2007年に登場した2代目フィットのL13A型は、それぞれVTECおよびi-VTECを冠していながらも、低回転時に片側の吸気バルブを休止させる動作はVTEC-Eと同様であるが、希薄燃焼をさせていないことが異なる。
1992年に、医師であり数々のギネスブック燃費世界記録を持つ宮野滋が、EG4型シビック ETi（MT車）で市販車ガソリンエンジンで30.42km/Lの燃費世界記録を出している。

## 搭載車種
- シビック ETi（EG4､D15B）
- シビックフェリオ ETi（EG8､D15B）
- シビッククーペ（EJ7､D16A）
- シビックGX（NGV仕様：EN2、D17A）
- ドマーニ Vi-E（いすゞ自動車にOEM提供されていた4代目ジェミニの「1500C/C」を含む。ドマーニがMA7で､ジェミニがMJ3。なお、エンジン形式はいずれもD15B）
- ドマーニ 16X （いすゞ自動車にOEM提供されていた5代目ジェミニの「1600C/C（2WD）」を含む。ドマーニがMB4で、ジェミニがMJ4。なお、エンジン形式はいずれもD16A）